# 包娜娜
包娜娜（バオ ナナ、1950年4月15日 - ）は台湾の歌手。外省人。身長は167cm。

## 概要
1970年に放送された台湾電視公司初のカラーテレビドラマ、『清宮残夢』の同名の主題歌を担当した。
1976年、結婚を機にシンガポールに移住。
1988年、両岸交流の一環として中国中央電視台春節聯歓晩会に出演、『三百六十五里路』を歌う 。

## 日本語曲のカバー
「知床旅情」や「瀬戸の花嫁」を中国語で歌ったカバー曲などが多い。